# NK Naprijed Vis
NK Naprijed je hrvatski nogometni klub iz Visa.

## Povijest
Osnovan je 1944. godine. Klubom je prvi predsjedavao M. Kuljiš. Stalno se natjecao u natjecanjima splitskoga nogometnog podsaveza do 1979. godine. Klub se ugasio 1979. godine.
1999. je osnovan NK Vis kao sljednik NK Naprijeda, ali nije zaživio niti se uključio u službena natjecanja.